# Династија Запоља
Династија Запоља је била владарска династија Краљевства Угарске у другој половини 15. и почетком 16. века. Најпознатији припадник династије био је Јован Запоља, који је од 1526. до 1540. године носио титулу угарског краља, владајући само централним и источним деловима Угарске, будући да је велики број великаша и прелата подржао његовог противника, Фердинанда Хабзбуршког.

## Историја
Први познати припадник династије био је Ладислав Запоља, славонски племић са поседима у Пожешкој жупанији. Данас се једно место у Хрватској, у саставу општине Решетари, назива по Запољама. Ладиславов најстарији син Емерик је био први члан породице Запоља који је носио статус "барона" под Матијом Корвином. Помиње се као ризничар 1459. или 1460. године. Нагли нестанак Емерика и његова два брата - Николе и Стефана, са историјске сцене, у време владавине краља Матије, створио је претпоставке о њиховом сродству са краљевском породицом Хуњади. Сличност грбова Запоља, Хуњадија и Силађија на одређеним местима поткрепио је ове сумње, будући да је мајка Матије Корвина била Јелисавета Силађи. Грб Запоља (на коме је приказан вук) појављује се заједно са грбом Хуњадија на гробу оца Матије Корвина, Јаноша Хуњадија. Грб Запоља се са грбом Хуњадија и Силађија налази у доминиканском манастиру у Будиму и на бунару у летњој палати Матије Корвина у Вишеграду. Према једној теорији, мајка Јована Хуњадија рођена је у породици Запоља. Према мишљењу неких научника, Емерик Запоља био је полубрат Матије Корвина. Ниједна од ових претпоставки се, међутим, не може поуздано доказати. Сродство Запоља са Хуњадијима није сигурно.

## Познати припадници династије
- Имре Запоља
- Стефан Запоља
- Ђорђе Запоља
- Барбара Запоља, краљица Пољске
- Јован Запоља, угарски краљ
- Јован Жигмунд Запоља, угарски краљ